# Antonio Fargas
Antonio Juan Fargas (New York, 14 agosto 1946) è un attore statunitense.
È noto principalmente per aver interpretato il ruolo di Huggy Bear in 70 episodi della serie televisiva Starsky & Hutch. Ha recitato in molti film del genere Blaxploitation, tra i quali Shaft il detective, Cleopatra Jones: licenza di uccidere e Foxy Brown.

## Biografia
Fargas è nato da madre trinidadiana e da padre portoricano, ed è uno degli undici figli della coppia. Il figlio di Fargas, Justin Fargas, alunno della University of Southern California, è stato il running back per la squadra della NFL degli Oakland Raiders. La nuora di Fargas è l'allenatrice di basket femminile LSU Nikki Caldwell.
Antonio Fargas ha interpretato oltre 100 ruoli tra film e serie televisive. Debuttò nel 1964, interpretando un piccolo ruolo in The Cool World. Nel 1971 fu nel cast di Shaft il detective, diretto da Gordon Parks. Nel 1973 recitò in Cleopatra Jones: Licenza di uccidere, accanto a Tamara Dobson, quindi nel 1974 affiancò Pam Grier in Foxy Brown, diretto da Jack Hill. Dal 1975 al 1979 interpretò il ruolo dell'informatore Huggy Bear in 70 episodi delle serie Starsky & Hutch, personaggio che lo rese particolarmente noto al grande pubblico. Inoltre apparve nella quindicesima puntata della terza stagione della fortunata sit-com Sanford and Son, intitolata Fred Sanford, Legal Eagle, nei panni di un finto avvocato. Nel 2007 ottenne una candidatura come miglior attore non protagonista agli Image Awards, per la sua interpretazione nella serie Tutti odiano Chris.

## Filmografia parziale

### Cinema
- The Cool World, regia di Shirley Clarke (1963)
- Putney Swope, regia di Robert Downey Sr. (1969)
- Pound, regia di Robert Downey Sr. (1970)
- Shaft il detective (Shaft), regia di Gordon Parks (1971)
- Per 100 chili di droga (Cisco Pike), regia di Bill L. Norton (1972)
- Rubare alla mafia è un suicidio (Across 110th Street), regia di Barry Shear (1972)
- Cleopatra Jones: licenza di uccidere (Cleopatra Jones), regia di Jack Starrett (1973)
- 40.000 dollari per non morire (The Gambler), regia di Karel Reisz (1974)
- Foxy Brown, regia di Jack Hill (1974)
- Conrack, regia di Martin Ritt (1974)
- Mani sporche sulla città (Busting), regia di Peter Hyams (1974)
- Stop a Greenwich Village (Next Stop, Greenwich Village), regia di Paul Mazursky (1976)
- Car Wash, regia di Michael Schultz (1976)
- Pretty Baby, regia di Louis Malle (1978)
- Fenomeni paranormali incontrollabili (Firestarter), regia di Mark L. Lester (1984)
- I due criminali più pazzi del mondo (Crimewave), regia di Sam Raimi (1985)
- Prostituzione (Streetwalkin), regia di Joan Freeman (1985)
- La notte degli squali, regia di Tonino Ricci (1988)
- Un poliziotto in blue jeans (Shakedown), regia di James Glickenhaus (1988)
- Scappa, scappa... poi ti prendo! (I'm Gonna Git You Sucka), regia di Keenen Ivory Wayans (1988)
- Mostriciattoli (Howling VI: The Freaks), regia di Hope Perello (1991)
- Whore (puttana) (Whore), regia di Ken Russell (1991)
- Un ragazzo veramente speciale (Don't Be a Menace to South Central While Drinking Your Juice in the Hood), regia di Paris Barclay (1996)
- Milo, regia di Pascal Franchot (1998)
- The Suburbans - Ricordi ad alta fedeltà (The Suburbans), regia di Donal Lardner Ward (1999)
- Osmosis Jones, regia di Bobby Farrelly e Peter Farrelly (2001)
- Sucker Punch, regia di Malcolm Martin (2008)
- Beyond Skyline, regia di Liam O'Donnell (2017)

### Televisione
- Ironside - serie TV, 1 episodio (1973)
- Kojak - serie TV, episodio 2x15 (1974)
- Starsky & Hutch - serie TV, 92 episodi (1975-1979)
- Charlie's Angels - serie TV, episodio 5x04 (1980)
- The Ambush Murders, regia di Steven Hilliard Stern - film TV (1982)
- Miami Vice - serie TV, episodio 4x22 (1988)
- MacGyver - serie TV, episodio 7x06 (1991)
- Tutti odiano Chris (Everybody Hates Chris) - serie TV, 22 episodi (2005-2009)
- Numb3rs  - serie TV, episodio 5x08 (2008)
- Lie to Me - serie TV, episodio 1x05 (2009)
- Cherif - serie TV, episodio 5x07 (2018)
- Black Lightning - serie TV, 1 episodio (2018)

## Doppiatori italiani
Nelle versioni in italiano delle opere in cui ha recitato, Antonio Fargas è stato doppiato da:
- Piero Tiberi in Starsky & Hutch, Charlie's Angels
- Oreste Lionello in Rubare alla mafia è un suicidio
- Carlo Sabatini in Cleopatra Jones: Licenza di uccidere
- Silvio Anselmo in 40.000 dollari per non morire
- Daniele Demma in Foxy Brown
- Rino Bolognesi in Love Boat
- Vittorio Stagni in Fenomeni paranormali incontrollabili
- Sergio Di Giulio ne La notte degli squali
- Diego Reggente in Whore
- Saverio Moriones in Numb3rs
- Carlo Reali in Code Black
- Gianni Gaude in Beyond Skyline